# Büchereck
Als Büchereck wird eine Passhöhe (651 m ü. NHN) im Schwarzwald zwischen Elzach im Elztal und Gutach (Schwarzwaldbahn) im Gutachtal bezeichnet.
Die Landesstraße L 107 führt dabei von Gutach (Schwarzwaldbahn) über die Passhöhe Büchereck und das etwas tiefer liegende Landwassereck (630,6 m ü. NHN) mit Gasthof  nach Oberprechtal und weiter nach Elzach.

## Lage und Umgebung
Auf der Passhöhe gibt es einen Wanderparkplatz, etwa 200 m nördlich liegt die Büchereckhütte.
Nördlich der Passhöhe liegt das Scheibeneck (653,3 m ü. NHN), südlich das Hundseckle (790,3 m ü. NHN), sowohl nördlich als auch südlich der Passhöhe gibt es Barockschanzen vom Ende des 17. Jahrhunderts.
Der Westweg, Teil des Europäischen Fernwanderwegs E1, kreuzt die Straße über das Büchereck.
Das Büchereck ist alljährlich am letzten Sonntag im August Austragungsort des gleichnamigen Büchereckfests des Schwarzwaldvereins Gutach.